# Сюй Юнъюэ
Сюй Юнъюэ (кит. упр. 许永跃, пиньинь Xǔ Yǒngyuè; р. в июле 1942 года, уезд Чжэньпин провинции Хэнань) — китайский политический деятель, в 1998—2007 гг. министр государственной безопасности КНР. "В китайском истеблишменте товарищ Сюй, возглавлявший МГБ девять лет, считался одним из долгожителей. У Сюй Юнъюэ была хорошая школа: своим карьерным взлетом этот выпускник пекинской академии МВД обязан тем, что десять лет (1983-1993) он был секретарем товарища Чэнь Юня", - отмечал китаист Александр Габуев.
Член КПК с 1972 года, кандидат в члены ЦК КПК 15-го созыва, член ЦК КПК 16-го созыва, член Постоянного комитета Всекитайского собрания народных представителей 11-го созыва.

## Биография
Трудовую деятельность начал в 1960 году. Год спустя окончил школу общественной безопасности при муниципалитете Пекина, в 1961—1973 гг. работал в отделе кадров этой же школы.
В 1983—1992 работал секретарём Центральной комиссии КПК по проверке дисциплины, в качестве помощника Чэнь Юня, в 1987 году занимал должность заместителя секретаря Центральной комиссии советников, с 1992 работал начальником политического и правового комитета КПК провинции Хэбэй. В 1995 году повышен до заместителя секретаря КПК провинции Хэбэй. 
В 1998—2007 занимал пост министра государственной безопасности КНР. 
В марте 2008 года избран членом Постоянного комитета Всекитайского собрания народных представителей 11-го созыва, заместитель председателя юридического комитета ВСНП.